# 1-Ethyl-3-methylimidazoliumchlorid
1-Ethyl-3-methylimidazoliumchlorid ist eine heterocyclische quartäre Ammoniumverbindung. Das Kation ist ein Derivat von Imidazol. Die Stickstoffatome tragen jeweils eine Ethyl- und eine Methylgruppe.

## Gewinnung
1-Ethyl-3-methylimidazoliumchlorid kann durch Reaktion eines N-Alkylimidazol mit einem Überschuss eines Alkylchlorid gewonnen werden.

## Verwendung
1-Ethyl-3-methylimidazoliumchlorid ist eine ionische Flüssigkeit, die für viele Anwendungen verwendet werden kann, so zum Beispiel für die Celluloseveredelung oder die galvanische Abscheidung von Aluminium.

## Verwandte Verbindungen
Andere Salze mit dem gleichen Kation sind zum Beispiel 1-Ethyl-3-methylimidazoliumbromid und 1-Ethyl-3-methylimidazoliumtetrafluoroborat.